# Arnold Johan Messenius
Arnold Johan Messenius, född 8 april 1608 i Danzig, avrättad 22 december 1651 i Stockholm, var en svensk rikshistoriograf.

## Biografi
Messenius fick hösten 1616 följa med föräldrarna till Kajaneborg, men hämtades 1621 från fadern Johannes Messenius fängelse till Stockholm för att skild från föräldrarna få en rent luthersk uppfostran. Han studerade vid Uppsala universitet med kungligt stipendium, men flydde 1623 därifrån via Danzig till Polen, sannolikt främst till följd av ett vådadråp, som han torde ha begått på en annan student. Efter en tids vistelse vid jesuitskolan i Braunsberg och diverse irrfärder i Tyskland återkom han sommaren 1624 till Sverige som lejd polsk kunskapare, greps kort därpå i Kalmartrakten, uppsändes som fånge till Stockholm, ställdes inför rätta och uppträdde därvid som angivare såväl mot sin fader som mot den för papistiska förbindelser anklagade Enköpingsrektorn Nicolaus Campanius. Av Svea hovrätt (31 juli 1624) dömdes han som förrädare (papist, mottagare av jesuitstipendium och spion) till döden, men benådades av Gustav II Adolf från dödsstraffet och sändes, dock först 1626, till Kexholms fästning som fånge på obestämd tid.
På försommaren 1640 frigavs han genom förmedling av Finlands generalguvernör Per Brahe och begav sig till Stockholm för att åt sig utverka någon anställning i statens tjänst. Av fruktan att åter sättas i fängelse försökte han emellertid rymma ur riket, greps i augusti vid danska gränsen och återfördes fängslad till Stockholm. Han lyckades nu på Per Brahes förord åter bli frigiven och erhålla i uppdrag att från Polen återförskaffa manuskriptet till faderns historiska verk, Scondia illustrata, som hans mor Lucia Grothusen utfört till Polen för att erbjuda till kung Vladislav IV. Efter framgångsrikt utfört uppdrag återkom Messenius sommaren 1641, och åt honom anförtroddes i november samma år att inför tryckning överse faderns arbete. Han anställdes sålunda i kansliet som avlönad historieskrivare, fick ytterligare i uppdrag att skriva en officiell historia om Sigismunds och Karl IX:s regeringstid och vann en frikostig beskyddare i riksamiralen Carl Carlsson Gyllenhielm.
Han utnämndes 1645 till rikshistoriograf och gifte sig 1646, i sitt andra gifte, med Karin Nilsdotter, dotter till en förmögen borgare i Nyköping, kusin till riksrådet Bengt Skytte och änka efter Linköpingsbiskopen Johannes Bothvidi. 1648 erhöll han adligt sköldebrev. Messenius fick vid flera tillfällen godsförläningar, bland annat 1647 som ersättning för de gods som indragits till kronan efter morfaderns Arnold Grothusens död. Mot sina underlydade uppträdde han despotiskt och var ständigt invecklad i rättegångar, såväl mot dem som mot sin syster Anna Messenia, som i november 1649 genom kunglig resolution tillerkändes andel i de åt brodern förlänade vederlagsgodsen. Vreden över denna rättstvists utgång bidrog väsentligt att närma Messenius till den ofrälse oppositionen, och vid riksdagarna 1649 och 1650 knöt han förbindelser med oppositionsledarna samt försåg dem med historiskt källmaterial till deras deduktioner emot regeringen och det aristokratiska rådspartiet. Med hans historiska författarskap gick det under tiden skäligen långsamt, för han saknade visserligen icke historiografisk begåvning, men hade inte ärvt faderns ovanligt produktiva kraft.
Messenius drogs i december 1651 in i sin son Arnold Messenius högmålsprocess, förnekade all direkt delaktighet i dennes brottsliga skrift, där denne uppmanade Karl Gustav till militärkupp mot Drottning Kristinas främsta rådgivare. Han kunde dock inte frigöra sig från anklagelsen att genom obetänksamt tal ha försett denne med material till skriften, ej heller från att oftast ha haft "grofve discurser" med sina politiska meningsfränder om regeringen. För liknande förseelse angav han även - troligen av personlig hämnd till följd av godstvister - den på utländsk resa varande Bengt Skytte. Messenius dömdes 19 december 1651 av Svea hovrätt till döden och halshöggs 3 dagar senare på Norrmalmstorg (nu Gustaf Adolfs torg).
Messenius översåg och lät till tryckning renskriva faderns Scondia samt författade självständigt en Historia begripandes orsakerna till den oenighet, som warit hafwer emellan Herr Sigismund... och Herr Carl... den nijonde. Arbetet omfattar åren 1592-1594 och 1596-1600, var vid Messenius död endast delvis sluredigerat, blev aldrig av trycket utgivet, men ligger för åren 1592-1594 till grund för Jonas Werwings synnerligen osjälvständiga historia, som först nästan ordagrant skriver av den yngre Messenius och sedan översätter den äldre Messenius historia. En utförlig granskning av Messenius arbete lämnas av Verner Söderberg, Historieskrifvaren Arnold Johan Messenius (1902; i "Upsala universitets årsskrift", 1903). Jämför även Verner Söderberg, "Högförräderimålet emot Arnold Johan M." (i Historisk tidskrift, 1901).